# Grünenthal
Grünenthal GmbH är ett läkemedelsföretag baserat i Aachen och Stolberg, Tyskland.
Grünenthal uppmärksammades på 1960-talet när Contergan, ett receptfritt lugnande medel som företaget utvecklat, visat sig orsaka missbildningar när det togs av gravida kvinnor. Den aktiva substansen i läkemedlet var talidomid, och det såldes på licens under olika namn i en mängd olika länder. I Sverige var Astra licenstagare, och läkemedlet såldes under namnet Neurosedyn.